# يوديد المنغنيز الثنائي
يوديد المنغنيز الثنائي (أو ثنائي يوديد المنغنيز) هو مركب كيميائي له الصيغة MnI2، ويوجد على شكل بلورات ذات لون زهري فاتح.

## التحضير
يحضر المركب من التفاعل المباشر بين عنصري اليود والمنغنيز:
{\displaystyle {\ce {Mn + I2 -> MnI2}}}
يحضر الشكل المائي من رباعي الهيدرات من معالجة كربونات المنغنيز الثنائي مع حمض الهيدرويوديك، ثم بالتجفيف  تحت الفراغ.

## الخواص
يوجد المركب في الشروط القياسية على شكل بلورات زهرية اللون، والتي يتغير لونها إلى البني عند التعرض الطويل للهواء ويوجود الضوء، بسبب أكسدة اليوديد إلى اليود. للمركب بنية بلورية ثلاثية تشبه بنية يوديد الكادميوم.